# Transcendentalism american
Transcendentalismul american se referă la un grup de idei inovatoare privind literatura, religia, cultura și filozofia, apărute în prima parte a secolului al XIX-lea în New England. Se numește „american” pentru a-l distinge de alte întrebuințări ale termenului „transcendental”.
Transcendentalismul a apărut la început ca un protest împotriva stării generale a culturii și a societății din acea epocă, și a stadiului intelectualismului la Harvard, precum și a doctrinei unitariene care se preda în cadrul Harvard Divinity School. Printre doctrinele de bază ale transcendentaliștilor se afla credința într-o stare spirituală ideală, care transcende domeniul fizicului și al empiricului și care poate fi atinsă numai prin intuiția individului, nu prin respectarea doctrinelor religiilor deja existente. 
Transcendentaliști importanți au fost: Ralph Waldo Emerson, Henry David Thoreau, sau Margaret Fuller.

## Istorie
Publicarea eseului „Natura” de către Emerson în 1836 este considerat momentul decisiv în transformarea transcendentalismului într-o mișcare culturală importantă. Emerson a scris în eseul său „The American Scholar” : „We will walk on our own feet; we will work with our own hands; we will speak our own minds ... A nation of men will for the first time exist, because each believes himself inspired by the Divine Soul which also inspires all men.”(„Vom merge pe propriile picioare; vom munci cu propriile mâini; vom exprima cu propriile noastre cuvinte ceea ce vom gândi... O națiune de indivizi va exista pentru prima dată, deoarece fiecare se consideră inspirat de Sufletul Divin ce îi inspiră pe toți oamenii.”) Emerson și-a încheiat eseul clamând o revoluție în conștiința umană, inspirată de noua filozofie idealistă :
„So shall we come to look at the world with new eyes. It shall answer the endless inquiry of the intellect, — What is truth? and of the affections, — What is good? by yielding itself passive to the educated Will. ... Build, therefore, your own world. As fast as you conform your life to the pure idea in your mind, that will unfold its great proportions. A correspondent revolution in things will attend the influx of the spirit.”
„Astfel, vom ajunge să privim lumea cu alți ochi. Ea va răspunde veșnicei întrebări a intelectului : - Ce este adevărul ? și a simțirii - Ce este binele ? prin cedarea în fața Voinței educate. ... Construiți, așadar, propria voastră lume. Odată ce veți începe să vă trăiți viața în conformitate cu idea pură din mințile voastre, idea se va dezvolta până la atingerea proporțiilor ei imense. O revoluție corespondentă va avea loc și în spirit.”
În același an, transcendentalismul ca mișcare a căpătat coeziune prin fondarea Clubului Transcendental din Cambridge, Massachusetts, pe 8 septembrie 1836, de către intelectuali proeminenți din New England, precum George Putnam, Ralph Waldo Emerson sau Frederick Henry Hedge. Începând cu 1840, grupul a publicat constant în revista lor „The Dial”, precum și în alte publicații.
Scopurile practice ale transcendentaliștilor au fost variate; câțiva din grup erau adepții schimbărilor sociale utopice (iar Bronson avea să se alăture mișcării socialiste incipiente), în timp ce alții aveau proiecte exclusiv individualiste și idealiste. Printre cei din a doua categorie se afla și Emerson. În conferința sa din 1842, intitulată „Transcendentalistul”, Emerson a sugerat că scopul de a atinge o viziune pur transcendentalistă a vieții era imposibil de atins în practică : 
„You will see by this sketch that there is no such thing as a Transcendental party; that there is no pure Transcendentalist; that we know of no one but prophets and heralds of such a philosophy; that all who by strong bias of nature have leaned to the spiritual side in doctrine, have stopped short of their goal. We have had many harbingers and forerunners; but of a purely spiritual life, history has afforded no example. I mean, we have yet no man who has leaned entirely on his character, and eaten angels' food; who, trusting to his sentiments, found life made of miracles; who, working for universal aims, found himself fed, he knew not how; clothed, sheltered, and weaponed, he knew not how, and yet it was done by his own hands. ... Shall we say, then, that Transcendentalism is the Saturnalia or excess of Faith; the presentiment of a faith proper to man in his integrity, excessive only when his imperfect obedience hinders the satisfaction of his wish.”
„Veți vedea din această schiță că nu există un partid transcendentalist și nici un transcendenalist pur; doar profeți și prevestitori ai unei astfel de filozofii; că toți cei care, datorită unei predispoziții naturale, au înclinat spre partea spirituală a doctrinei, nu și-au atins scopul. Am avut mulți predecesori; dar istoria nu poate să ne ofere exemplul unei vieți pur spirituale. Vreau să spun, de nici un om care s-a bazat doar pe caracterul său, și a mâncat doar mâncare de îngeri; sau care, bazându-se pe sentimentele sale, a găsit viața plină de minuni; care, luptând pentru scopurile omenirii, s-a trezit hrănit, fără să-și dea seama cum; îmbrăcat, adăpostit, înarmat, fără să-și dea seama cum; ci tocmai, a făcut rost de toate acestea cu propriile mâini. ... Să spunem, deci, că transcendentalismul este echivalent cu Saturnaliile sau excesul de Credință; este presentimentul unei credințe adecvate omului în toată integritatea sa, excesivă doar când obediența sa imperfectă împiedică satisfacerea dorinței sale.”
Nathaniel Hawthorne a scris un roman, „The Blithedale Romance”, în care a satirizat mișcarea, pornind de la experiențele trăite la ferma Brook, unde pentru scurt timp a trăit o comunitate care se ghida după principiile transcendentaliste.

## Origini
Transcendentalismul își are originile în filozofia Transcendentală a lui Immanuel Kant (și în idealismul filozofic german în general), pe care intelectualii secolului XIX din New England au adoptat-o ca alternativă la senzualismul lockian al părinților lor și al Bisericii unitariene, găsind această alternativă în gândirea vedică, idealismul german și romantismul englez.
Transcendentaliștii doreau să-și bazeze religia și filozofia pe principii transcendentale : principii care nu se bazează pe, nici nu pot fi falsificate de, experiența senzorială, deoarece derivă din esența mentală sau spirituală interioară a ființei umane. Kant numise „orice cunoaștere transcendentală atâta timp cât se ocupă nu de obiecte, ci de modul nostru de cunoaștere al obiectelor”. În general, transcendentaliștii nu cunoșteau filozofia germană în mod direct, ci se bazau pe scrierile lui Thomas Carlyle, Samuel Taylor Coleridge, Victor Cousin, Germaine de Staël și a altor critici francezi și englezi. În schimb, cunoșteau în profunzime operele romanticilor englezi, iar transcendentalismul american poate fi considerat o formă de romantism târziu. O altă influență importantă a fost spiritismul mistic al lui Emanuel Swedenborg.
În „Walden”, Henry David Thoreau a vorbit în mod direct de influența Vedelor : 
In the morning I bathe my intellect in the stupendous and cosmogonal philosophy of the Bhagavat Geeta, since whose composition years of the gods have elapsed, and in comparison with which our modern world and its literature seem puny and trivial; and I doubt if that philosophy is not to be referred to a previous state of existence, so remote is its sublimity from our conceptions. I lay down the book and go to my well for water, and lo! there I meet the servant of the Brahmin, priest of Brahma, and Vishnu and Indra, who still sits in his temple on the Ganges reading the Vedas, or dwells at the root of a tree with his crust and water-jug. I meet his servant come to draw water for his master, and our buckets as it were grate together in the same well. The pure Walden water is mingled with the sacred water of the Ganges.
Dimineața îmi scald intelectul în măreața filozofie cosmogonică a Bhagavad Gita, de la a cărei compunere anii zeilor au trecut, și în comparație cu care lumea modernă și literatura ei par mici și vulgare; și mă întreb dacă acea filozofie nu se referă la un stadiu anterior de existență, atât de îndepărtat prin sublimitatea sa de concepțiile noastre. Las jos cartea și mă duc să scot apă din fântână, când uite ! acolo mă întâlnesc cu servitorul brahmanului, preot al lui Brahma, și Vishnu și Indra, care încă stă în templul său de pe Gange citind Vedele, sau se odihnește la rădăcinile copacului, cu urciorul său. L-am întâlnit pe servitorul venit să scoată apă pentru stăpânul său, iar gălețile noastre se zgârie reciproc în același puț. Apa pură din Walden se amestecă cu apa sacră a Gangelui.